# Russischer Fußballpokal 2019/20
Der Russische Fußballpokal 2019/20 war die 28. Austragung des russischen Pokalwettbewerbs der Männer. Pokalsieger wurde Zenit St. Petersburg. Das Team setzte sich im Finale am 25. Juli 2020 im Zentralstadion von Jekaterinburg gegen den Zweitligisten FK Chimki durch. Titelverteidiger Lokomotive Moskau war in der Runde der letzten 32 gegen Baltika Kaliningrad ausgeschieden.
Aufgrund der Corona-Pandemie wurde der Wettbewerb im März 2020 ausgesetzt. Am 15. Mai beschloss das RFU-Exekutivekomitee, den Pokal wieder aufzunehmen, und erstellte die Struktur für die restlichen Spiele. Das verschobene Viertelfinale zwischen Schinnik Jaroslawl und Ural Jekaterinburg fand schließlich am 24. Juni 2020 statt.

## Modus
Bis zur dritten Runde nahmen 54 Mannschaften von der 2. Division 2019/20 und 8 Amateurvereine teil. Dabei traten die insgesamt 62 Vereine in vier Zonen (West/Zentrum, Süd, Ural-Powolschje und Ost) an. Ab der vierten Runde stiegen dann die 18 Zweitligisten, ab der fünften Runde die 16 Erstligisten ein. Reservemannschaften waren nicht teilnahmeberechtigt.
Alle Begegnungen wurden in einem Spiel ausgetragen. Bei unentschiedenem Ausgang wurde zur Ermittlung des Siegers eine Verlängerung gespielt. Stand danach kein Sieger fest, folgte ein Elfmeterschießen. Der Pokalsieger qualifizierte sich für die Europa League.

## Teilnehmende Teams
| Premjer-Liga (16) | Premjer-Liga (16) | Perwenstwo FNL (18) | Perwenstwo FNL (18) |
| --- | --- | --- | --- |
| - Dynamo Moskau - Lokomotive Moskau - Spartak Moskau - ZSKA Moskau - Achmat Grosny - Arsenal Tula - FK Krasnodar - Krylja Sowetow Samara | - FK Orenburg - FK Rostow - Rubin Kasan - FK Sotschi - FK Tambow - FK Ufa - Ural Jekaterinburg - Zenit St. Petersburg | - FK Armawir - Awangard Kursk - Baltika Kaliningrad - FK SKA-Chabarowsk - FK Chimki - Fakel Woronesch - FK Jenissei Krasnojarsk - FK Lutsch Wladiwostok - Mordowija Saransk                                                                                                 | - FK Neftechimik Nischnekamsk - FK Nischni Nowgorod - Rotor Wolgograd - Schinnik Jaroslawl - Tekstilschtschik Iwanowo - Tom Tomsk - Torpedo Moskau - Tschaika Pestschanokopskoje - Tschertanowo Moskau                                            |
| Perwenstwo PFL (54) | | | |
| - Akron Toljatti - Anschi Machatschkala - Ararat Moskau - FK Biolog-Nowokubansk - FK Dolgoprudny - Druschba Maikop - Dynamo Barnaul - Dynamo Brjansk - Dynamo Stawropol - Inter Tscherkessk - Irtysch Omsk - FK Kaluga - KAMAS Nabereschnyje Tschelny - FK Kolomna | - Kwant Obninsk - Lada Dimitrowgrad - FK Lada Toljatti - Legion-Dynamo Machatschkala - FK Leningradez Prudy - Luki-Energija Welikije Luki - FK Machatschkala - Maschuk-KMW Pjatigorsk - Metallurg Lipezk - FK Murom - FK Nowosibirsk - Nosta Nowotroizk - Olimp Chimki - FK Pskow-747 | - FK Rjasan - Rodina Moskau - Sachalin Juschno-Sachalinsk - FK Saljut Belgorod - Saturn Ramenskoje - Rodina Moskau - FK SKA Rostow - FK Sorki Krasnogorsk - Snamja Truda Orechowo-Sujewo - PFK Sokol Saratow - Spartak Naltschik - FK Spartak Wladikawkas - Strogino Moskau | - FK Swesda Perm - Swesda St. Petersburg - FK Tjumen - Torpedo Wladimir - FK Tscheljabinsk - Tschernomorez Noworossijsk - FK Tschita - Uroschai Krasnodar - Weles Moskau - Wolgar Astrachan - Wolga Uljanowsk - FK Zenit-Ischewsk - Zenit Irkutsk |
| Amateure (8) | | | |
| - FK Blagoweschtschensk - Chimik-Awgust Wurnary | - Delin Ischewsk - Elektron Weliki Nowgorod | - FK Krasny-SGAFKST Smolensk - Kuban-Holding Pawlowskaja | - FK Metallurg Magnitogorsk - Wajnach Schali |

## 1. Runde
Teilnehmer: Teilnehmer: 19 Vereine der drittklassigen Perwenstwo PFL und 3 Amateurvereine.
| Datum                           |                                   | Ergebnis |                           |
| ------------------------------- | --------------------------------- | -------- | ------------------------- |
| 00000000000Zone Ural-Powolschje |                                   |          |                           |
| 20.07.2019                      | FK Lada Toljatti (III)            | 1:3      | Akron Toljatti (III)      |
| 20.07.2019                      | Chimik-Awgust Wurnary (IV)        | 2:0      | Lada Dimitrowgrad (III)   |
| 00000000000Zone Süd             |                                   |          |                           |
| 20.07.2019                      | Legion-Dynamo Machatschkala (III) | 3:0      | FK Machatschkala (III)    |
| 20.07.2019                      | Wainach Schali (IV)               | 1:3      | Alanija Wladikawkas (III) |
| 20.07.2019                      | Uroschai Krasnodar (III)          | 1:3      | Druschba Maikop (III)     |
| 20.07.2019                      | Kuban-Holding Pawlowskaja (V)     | 2:0      | FK SKA Rostow (III)       |
| 20.07.2019                      | Inter Tscherkessk (III)           | 4:2      | Dynamo Stawropol (III)    |
| 00000000000Zone West/Zentrum    |                                   |          |                           |
| 20.07.2019                      | Strogino Moskau (III)             | 2:3      | Rodina Moskau (III)       |
| 20.07.2019                      | Olimp Chimki (III)                | 2:3      | Ararat Moskau (III)       |
| 20.07.2019                      | Kwant Obninsk (III)               | 3:4      | FK Dolgoprudny (III)      |
| 21.07.2019                      | FK Kolomna (III)                  | 2:1      | Saturn Ramenskoje (III)   |

## 2. Runde
Teilnehmer: Die 11 Sieger der ersten Runde, 31 weitere Vereine der Perwenstwo PFL, sowie 4 weitere Amateurvereine.
| Datum                           |                                 | Ergebnis              |                                    |
| ------------------------------- | ------------------------------- | --------------------- | ---------------------------------- |
| 00000000000Zone Süd             |                                 |                       |                                    |
| 27.07.2019                      | FK Spartak Wladikawkas (III)    | 2:2 n. V. (3:4 i. E.) | Spartak Naltschik (III)            |
| 28.07.2019                      | Maschuk-KMW Pjatigorsk (III)    | 0:1                   | Inter Tscherkessk (III)            |
| 28.07.2019                      | FK Biolog-Nowokubansk (III)     | 3:1                   | Kuban-Holding Pawlowskaja (V)      |
| 28.07.2019                      | Alanija Wladikawkas (III)       | 1:0                   | Anschi Machatschkala (III)         |
| 28.07.2019                      | Druschba Maikop (III)           | 0:1                   | Tschernomorez Noworossijsk (III)   |
| 28.07.2019                      | Wolgar Astrachan (III)          | 3:0                   | Legion-Dynamo Machatschkala (III)  |
| 00000000000Zone Ural-Powolschje |                                 |                       |                                    |
| 28.07.2019                      | Wolga Uljanowsk (III)           | 6:1                   | Chimik-Awgust Wurnary (III)        |
| 28.07.2019                      | FK Metallurg Magnitogorsk (III) | 1:3                   | Nosta Nowotroizk (III)             |
| 28.07.2019                      | FK Tscheljabinsk (III)          | 0:1                   | FK Tjumen (III)                    |
| 28.07.2019                      | Delin Ischewsk (V)              | 0:4                   | KAMAS Nabereschnyje Tschelny (III) |
| 28.07.2019                      | FK Swesda Perm (III)            | 6:0                   | FK Zenit-Ischewsk (III)            |
| 28.07.2019                      | Akron Toljatti (III)            | 3:1                   | PFK Sokol Saratow (III)            |
| 00000000000Zone West/Zentrum    |                                 |                       |                                    |
| 28.07.2019                      | FK Dolgoprudny (III)            | 0:4                   | FK Sorki Krasnogorsk (III)         |
| 28.07.2019                      | Ararat Moskau (III)             | 1:0                   | FK Kolomna (III)                   |
| 28.07.2019                      | Rodina Moskau (III)             | 0:2                   | Weles Moskau (III)                 |
| 28.07.2019                      | FK Saljut Belgorod (III)        | 3:2                   | Metallurg Lipezk (III)             |
| 28.07.2019                      | FK Rjasan (III)                 | 3:0                   | Snamja Truda Orechowo-Sujewo (III) |
| 28.07.2019                      | FK Pskow-747 (III)              | 0:1                   | Luki-Energija Welikije Luki (III)  |
| 28.07.2019                      | FK Krasny-SGAFKST Smolensk (IV) | 5:0                   | Swesda St. Petersburg (III)        |
| 28.07.2019                      | Dynamo Brjansk (III)            | 0:1                   | FK Kaluga (III)                    |
| 28.07.2019                      | Torpedo Wladimir (III)          | 0:1                   | FK Murom (III)                     |
| 28.07.2019                      | Elektron Weliki Nowgorod (V)    | 0:1                   | FK Leningradez Prudy (III)         |
| 00000000000Zone Ost             |                                 |                       |                                    |
| 28.07.2019                      | Dynamo Barnaul (III)            | 2:1                   | FK Nowosibirsk (III)               |

## 3. Runde
Teilnehmer: Die 23 Sieger der zweiten Runde, 4 weitere Vereine der Perwenstwo PFL, sowie 1 weiterer Amateurverein.
| Datum                           |                                    | Ergebnis              |                                   |
| ------------------------------- | ---------------------------------- | --------------------- | --------------------------------- |
| 00000000000Zone Ost             |                                    |                       |                                   |
| 28.07.2019                      | Zenit Irkutsk (III)                | 0:2                   | FK Tschita (III)                  |
| 09.08.2019                      | Irtysch Omsk (III)                 | 3:0                   | Dynamo Barnaul (III)              |
| 10.08.2019                      | FK Blagoweschtschensk (IV)         | 0:2                   | Sachalin Juschno-Sachalinsk (III) |
| 00000000000Zone Ural-Powolschje |                                    |                       |                                   |
| 04.08.2019                      | KAMAS Nabereschnyje Tschelny (III) | 2:2 n. V. (6:5 i. E.) | FK Swesda Perm (III)              |
| 04.08.2019                      | Akron Toljatti (III)               | 3:0                   | Wolga Uljanowsk (III)             |
| 04.08.2019                      | Nosta Nowotroizk (III)             | 0:1                   | FK Tjumen (III)                   |
| 00000000000Zone Süd             |                                    |                       |                                   |
| 05.08.2019                      | Alanija Wladikawkas (III)          | 4:1                   | Wolgar Astrachan (III)            |
| 05.08.2019                      | Spartak Naltschik (III)            | 0:1                   | Inter Tscherkessk (III)           |
| 05.08.2019                      | Tschernomorez Noworossijsk (III)   | 4:2                   | FK Biolog-Nowokubansk (III)       |
| 00000000000Zone West/Zentrum    |                                    |                       |                                   |
| 05.08.2019                      | FK Sorki Krasnogorsk (III)         | 1:3                   | FK Rjasan (III)                   |
| 05.08.2019                      | Weles Moskau (III)                 | 2:1                   | FK Krasny-SGAFKST Smolensk (III)  |
| 05.08.2019                      | FK Kaluga (III)                    | 3:3 n. V. (4:5 i. E.) | FK Saljut Belgorod (III)          |
| 05.08.2019                      | Luki-Energija Welikije Luki (III)  | 1:1 n. V. (4:5 i. E.) | FK Leningradez Prudy (III)        |
| 05.08.2019                      | FK Murom (III)                     | 2:3                   | Ararat Moskau (III)               |

## 4. Runde
Teilnehmer: Die 14 Sieger der dritten Runde und die 18 Vereine der Perwenstwo FNL. Reservemannschaften waren nicht teilnahmeberechtigt. Unterklassige Teams hatten Heimrecht.
| Datum      |                                    | Ergebnis              |                                  |
| ---------- | ---------------------------------- | --------------------- | -------------------------------- |
| 21.08.2019 | Alanija Wladikawkas (III)          | 2:1                   | Rotor Wolgograd (II)             |
| 21.08.2019 | Ararat Moskau (III)                | 0:3                   | FK Nischni Nowgorod (II)         |
| 21.08.2019 | Weles Moskau (III)                 | 3:3 n. V. (5:6 i. E.) | Torpedo Moskau (II)              |
| 21.08.2019 | Inter Tscherkessk (III)            | 2:5                   | Tschaika Pestschanokopskoje (II) |
| 21.08.2019 | FK Tschita (III)                   | 0:1                   | FK Lutsch Wladiwostok (II)       |
| 21.08.2019 | Tschernomorez Noworossijsk (III)   | 3:0                   | FK Armawir (II)                  |
| 21.08.2019 | Schinnik Jaroslawl (II)            | 1:0                   | Tekstilschtschik Iwanowo (II)    |
| 21.08.2019 | FK Saljut Belgorod (III)           | 1:3                   | Fakel Woronesch (II)             |
| 21.08.2019 | FK Leningradez Prudy (III)         | 1:2                   | Baltika Kaliningrad (II)         |
| 21.08.2019 | KAMAS Nabereschnyje Tschelny (III) | 2:0                   | FK Neftechimik Nischnekamsk (II) |
| 21.08.2019 | FK Rjasan (III)                    | 1:4                   | Tschertanowo Moskau (II)         |
| 21.08.2019 | FK Chimki (II)                     | 4:1                   | Awangard Kursk (II)              |
| 21.08.2019 | Akron Toljatti (III)               | 1:1 n. V. (3:5 i. E.) | Mordowija Saransk (II)           |
| 03:09.2019 | Sachalin Juschno-Sachalinsk (III)  | 0:2                   | FK SKA-Chabarowsk (II)           |
| 03:09.2019 | Irtysch Omsk (III)                 | 0:2                   | Tom Tomsk (II)                   |
| 03:09.2019 | FK Tjumen (III)                    | 0:1                   | FK Jenissei Krasnojarsk (II)     |

## 5. Runde
Teilnehmer: Die 16 Sieger der vierten Runde, sowie die 16 Erstligisten, die auswärts antraten.
| Datum      |                                    | Ergebnis              |                           |
| ---------- | ---------------------------------- | --------------------- | ------------------------- |
| 25.09.2019 | Tschaika Pestschanokopskoje (II)   | 0:1                   | FK Ufa (I)                |
| 25.09.2019 | Alanija Wladikawkas (III)          | 1:3                   | ZSKA Moskau (I)           |
| 25.09.2019 | Schinnik Jaroslawl (II)            | 0:0 n. V. (5:4 i. E.) | FK Sotschi (I)            |
| 25.09.2019 | Mordowija Saransk (II)             | 0:2                   | FK Rostow (I)             |
| 25.09.2019 | KAMAS Nabereschnyje Tschelny (III) | 1:2                   | Spartak Moskau (I)        |
| 25.09.2019 | Tom Tomsk (II)                     | 4:0                   | FK Tambow (I)             |
| 25.09.2019 | FK SKA-Chabarowsk (II)             | 2:2 n. V. (2:4 i. E.) | Achmat Grosny (I)         |
| 25.09.2019 | FK Lutsch Wladiwostok (II)         | 1:0                   | Dynamo Moskau (I)         |
| 25.09.2019 | FK Nischni Nowgorod (II)           | 1:0                   | FK Krasnodar (I)          |
| 25.09.2019 | FK Chimki (II)                     | 3:0                   | Rubin Kasan (I)           |
| 25.09.2019 | Tschertanowo Moskau (II)           | 0:2                   | FK Orenburg (I)           |
| 25.09.2019 | Fakel Woronesch (II)               | 1:2                   | Arsenal Tula (I)          |
| 25.09.2019 | Tschernomorez Noworossijsk (III)   | 0:2                   | Ural Jekaterinburg (I)    |
| 25.09.2019 | FK Jenissei Krasnojarsk (II)       | 1:2                   | Zenit St. Petersburg (I)  |
| 25.09.2019 | Torpedo Moskau (II)                | 2:0                   | Krylja Sowetow Samara (I) |
| 25.09.2019 | Baltika Kaliningrad (II)           | 1:1 n. V. (4:1 i. E.) | Lokomotive Moskau (I)     |

## Achtelfinale
Teilnehmer: Die 16 Sieger der fünften Runde.
| Datum      |                          | Ergebnis              |                            |
| ---------- | ------------------------ | --------------------- | -------------------------- |
| 30.10.2019 | Achmat Grosny (I)        | 5:1                   | FK Lutsch Wladiwostok (II) |
| 30.10.2019 | ZSKA Moskau (I)          | 1:0                   | FK Ufa (I)                 |
| 30.10.2019 | Ural Jekaterinburg (II)  | 2:2 n. V. (5:4 i. E.) | Arsenal Tula (I)           |
| 30.10.2019 | FK Nischni Nowgorod (II) | 2:2 n. V. (0:3 i. E.) | Schinnik Jaroslawl (II)    |
| 30.10.2019 | Zenit St. Petersburg (I) | 4:0                   | Tom Tomsk (II)             |
| 31.10.2019 | FK Orenburg (I)          | 1:2                   | FK Chimki (II)             |
| 31.10.2019 | Spartak Moskau (I)       | 2:1                   | FK Rostow (I)              |
| 31.10.2019 | Torpedo Moskau (II)      | 1:0                   | Baltika Kaliningrad (II)   |

## Viertelfinale
| Datum      |                         | Ergebnis |                          |
| ---------- | ----------------------- | -------- | ------------------------ |
| 04.03.2020 | Achmat Grosny (I)       | 1:2      | Zenit St. Petersburg (I) |
| 04.03.2020 | Spartak Moskau (I)      | 3:2      | ZSKA Moskau (I)          |
| 05.03.2020 | FK Chimki (II)          | 5:1      | Torpedo Moskau (II)      |
| 24.06.2020 | Schinnik Jaroslawl (II) | 0:2      | Ural Jekaterinburg (I)   |

## Halbfinale
| Datum      |                          | Ergebnis |                    |
| ---------- | ------------------------ | -------- | ------------------ |
| 19.07.2020 | Ural Jekaterinburg (I)   | 1:3      | FK Chimki (II)     |
| 19.07.2020 | Zenit St. Petersburg (I) | 2:1      | Spartak Moskau (I) |

## Finale
| Paarung              | Zenit St. Petersburg – FK Chimki |
| Ergebnis             | 1:0 (0:0) |
| Datum                | 25. Juli 2020 |
| Stadion              | Zentralstadion, Jekaterinburg |
| Zuschauer            | 3.408 |
| Schiedsrichter       | Wladimir Moskaljow |
| Tore                 | 1:0 Artjom Dsjuba (84. Foulelfmeter) |
| Zenit St. Petersburg | Michail Kerschakow – Wjatscheslaw Karawajew (90. Igor Smolnikow), Branislav Ivanović , Jaroslaw Rakyzkyj, Douglas Santos (76. Juri Schirkow), – Malcom (88. Oleg Schatow), Wilmar Barrios, Daler Kusjajew, Magomed Osdojew (76. Sebastián Driussi) – Sardar Azmoun (88. Alexei Sutormin), Artjom Dsjuba. Cheftrainer: Sergei Semak |
| FK Chimki            | Ilja Lantratow – Dmitri Tichi, Jegor Danilkin, Jewgeni Gapon – Kirill Boschenow, Maxim Martussewitsch, Alexander Troschetschkin, Alexander Smirnow (64. Ilja Kuchartschuk) – Arschak Korjan (81. Kamran Əliyev), Artem Poljarus (88. Mohamed Konaté) – Wladimir Djadjun (64. Dmitri Barkow). Cheftrainer: Sergei Juran             |
| Gelbe Karten         | Sardar Azmoun, Jaroslaw Rakyzkyj – Wladimir Djadjun, Kirill Boschenow, Ilja Kuchartschuk, Dmitri Barkow |